# هنرستان موسیقی ملی
هنرستان عالی موسیقی ملی (با نام اولیهٔ هنرستان موسیقی ملی) در مهر ۱۳۲۸ توسط انجمنی به نام «انجمن دوستداران موسیقی ملی» و به کوشش روح‌الله خالقی در تهران تأسیس شد. این هنرستان در رشت نیز شعبه داشت.

## تاریخچه
| مدیر               | دورهٔ مدیریت |
| ------------------ | ----------- |
| روح‌الله خالقی      | ‎۱۳۲۸-۱۳۳۸   |
| مهدی مفتاح         | ‎۱۳۳۸-۱۳۴۱   |
| حسین دهلوی         | ‎۱۳۴۱-۱۳۵۰   |
| مصطفی کمال پورتراب | ‎۱۳۵۰-۱۳۵۲   |
| علی رهبری          | ‎۱۳۵۲-۱۳۵۵   |
| حسین فرشاد         | ‎۱۳۵۵-۱۳۵۷   |

هنرستان موسیقی ملی، به کوشش روح‌الله خالقی و در واکنش به آن ایجاد شد که دیده بود در زمان ریاست علینقی وزیری بر هنرستان عالی موسیقی ایران، موسیقی ملی توسط طرفداران موسیقی غربی مرتباً نفی می‌شد. خالقی تنها راه نجات موسیقی ملی را «ایجاد هنرستان با استقلال کامل» می‌دانست.
خالقی ابتدا در اسفند ۱۳۲۲ بیش از بیست نفر از علاقه‌مندان موسیقی ملی را دور هم گرد آورد تا برای طرح خود حامی پیدا کند. او پیشنهاد تشکیل ارکستر ملی ایران را داد که مورد قبول قرار گرفت؛ نوازندگان ارکستر عبارت بودند از: ابوالحسن صبا، حبیب سماعی، موسی معروفی، علی‌محمد خادم میثاق، عبدالعلی وزیری، جواد بدیع‌زاده، احمد فروتن راد، مهدی برکشلی، مهدی خالدی، مهدی مفتاح، نصرالله زرین‌پنجه، اکبر محسنی، لطف‌الله مجد، بهاءالدین بامشاد، لطف‌الله مبشری، حسین تهرانی، علی زاهدی، محمود تاجبخش، حسینعلی ملاح، منوچهر محمودی، قاسم نیک‌پور، ابراهیم منصوری، احمد عاشورپور، یحیی معتمد وزیری، جواد معروفی، محمد جمالی‌فروز، حسینعلی وزیری‌تبار، هادی نراقی، سلیمان روح‌افزا. اولین کنسرت ارکستر ملی در ۲۴ اردیبهشت ۱۳۲۳ در دبستان نظامی اجرا شد.
پس از رفتن علینقی وزیری از هنرستان موسیقی ملی، موضوع تعلیمات موسیقی ملی بی‌تکلیف مانده بود. خالقی به این نتیجه رسید که موسیقی ایرانی و موسیقی غربی، دو شاخهٔ متمایز هستند و ادامهٔ تدریسشان در یک مؤسسه تنها به اختلافات بین موسیقی‌دان‌های این دو گروه دامن می‌زند. در نتیجه پیشنهاد داد که انجمن موسیقی ملی باید هنرستانی مستقل تشکیل بدهد. وزارت فرهنگ با این پیشنهاد مخالفت کرد، اما خالقی انتظار حمایت از این وزارت را نداشت (همین وزارت چندی پیشتر علینقی وزیری را از سمتش در وزارت فرهنگ خلع کرده بود). لذا خالقی با کوشش خود اساسنامهٔ هنرستان را تدوین کرد. در این اساسنامه منظور هنرستان «حفظ خصائص موسیقی ملی ایران و پیشرفت این هنر و قرار دادن آن بر پایهٔ صحیح علمی» ذکر شد. دورهٔ هنرستان هفت ساله بود و شرط وارد داشتن کارنامهٔ قبلی سال چهارم ابتدایی؛ بعدها این شرایط تغییر کرد و دورهٔ هنرستان شش‌ساله شد و شرط ورود هم داشتن گواهینامهٔ ششم ابتدایی تعیین شد.
راه‌اندازی هنرستان موسیقی ملی با کارشکنی ادارهٔ موسیقی (یکی از ادارات وزارت فرهنگ) همراه بود و نهایتاً خالقی توانست با دور زدن این اداره، امضای ابلاغیهٔ هنرستان را از وزیر فرهنگ بگیرد. با این حال، مخالفت‌های ادارهٔ موسیقی ادامه داشت و نهایتاً خالقی توانست با جلب اعتماد روسای آن اداره از این که هنرستان موسیقی ملی دخالتی در کار هنرستان عالی موسیقی نخواهد کرد (و بالعکس) این اختلاف‌ها را از میان بردارد.
اولین دبیران هنرستان موسیقی ملی عبارت بودن از موسی معروفی و نصرالله زرین‌پنجه (آموزش تار و سه‌تار)، ابوالحسن صبا و محمود ذوالفنون (آموزش ویولن، و مدتی هم آموزش سنتور تا آن که بعداً حسین صبا آن را به عهده گرفت)، جواد معروفی (آموزش سرایش و دیکته موسیقی، و نیز پیانو)، حسینعلی وزیری‌تبار (آموزش سرود)، و حسین تهرانی (آموزش تنبک).

### پس از خالقی
در سال ۱۳۳۸ نام هنرستان موسیقی به هنرستان عالی موسیقی ملی تغییر یافت. در شهریور همان سال، خالقی به طور خودخواسته از ریاست هنرستان بازنشسته شد و مهدی مفتاح به ریاست هنرستان برگزیده شد. در دوران مفتاح، کتاب «ردیف موسیقی ایرانی» به تألیف موسی معروفی مبنای تعلیمات هنرستان شد. در سال ۱۳۳۹، دورهٔ عالی هنرستان افتتاح شد که هدف آن تربیت متخصص در رشته‌های علمی و عملی موسیقی بود. در سال ۱۳۴۱ حسین دهلوی رئیس هنرستان شد و تحولی عمیق در آموزش و ادارهٔ هنرستان، به ویژه در گزینش هنرجویان ایجاد کرد، از جمله آن که آشنایی با پیانو برای هنرجویان دروهٔ دوم متوسطه الزامی شد. دهلوی همچنین کنسرت‌های هنرجویان را گسترش داد چنان که از سال ۱۳۴۱ ماهی سه کنسرت توسط دانشجویان هنرستان برگزار می‌شد. از مهم‌ترین فارغ‌التحصیلان هنرستان در دورهٔ دهلوی می‌توان اردشیر روحانی، مهربانو توفیق، داریوش دولتشاهی، اسماعیل واثقی، کامبیز روشن‌روان، اسماعیل تهرانی، سوسن اصلانی، ملیحه سعیدی، مینا افتاده، علی رهبری، علی رئیس فرشید، محسن تویسرکانی، شهداد روحانی، داریوش طلایی، حسین علیزاده، و آذر هاشمی را نام برد.
در آغاز سال تحصیلی ۱۳۵۰، دهلوی از ریاست هنرستان کناره‌گیری کرد و مصطفی کمال پورتراب به ریاست هنرستان انتخاب شد. این اتفاق مصادف بود با تغییر نظام آموزش عمومی. در برنامهٔ جدید، هنرجویان به جای سال پنجم ابتدایی، از سال چهارم ابتدایی پذیرفته می‌شدند.

### پس از انقلاب اسلامی ایران
| هنرستان پسران                              | هنرستان پسران                 |
| مدیر                                       | دورهٔ مدیریت                   |
| ------------------------------------------ | ----------------------------- |
| شریف لطفی، عبدالرحیم اخیانی، غلامحسین فتحی | ‎۱۳۵۷-۱۳۵۸ ۱۳۵۸-۱۳۶۴ ۱۳۶۵-۱۳۷۴ |
| حسین علیزاده                               | ‎۱۳۷۴-۱۳۷۵                     |
| حمیدرضا نوربخش                             | ‎۱۳۷۵-۱۳۷۷                     |
| علی‌محمد رشیدی                              | ‎۱۳۷۷-۱۳۷۹                     |
| هنرستان دختران                             |                               |
| مدیر                                       | دورهٔ مدیریت                   |
| مرگینه خضری                                | ‎۱۳۶۱-۱۳۶۳                     |
| پروین اشتهاردی                             | ‎۱۳۶۳-۱۳۷۳                     |
| زهره فشارکی                                | ‎۱۳۷۳-۱۳۷۵                     |
| مهناز سلیمی                                | ‎۱۳۷۵-۱۳۷۵                     |
| آذرنوش صدر سالک                            | ‎۱۳۷۵-۱۳۷۶                     |
| شهناز محموداقدم                            | ‎۱۳۷۶-۱۳۷۷                     |
| ملیحه سعیدی                                | ‎۱۳۷۷-۱۳۷۹                     |

در سال ۱۳۵۹، دو سال پس از انقلاب اسلامی ایران، هنرستان موسیقی ملی دیگر هنرجو نپذیرفت. در سال ۱۳۶۳ هنرستان عالی موسیقی ملی و هنرستان عالی موسیقی در هم ادغام شدند و سپس به دو هنرستان پسرانه و دخترانه تفکیک شدند که با نام‌های «هنرستان سرود و آهنگ‌های انقلابی پسران» و «دبیرستان سرود و آهنگ‌های انقلابی دختران» شناخته می‌شدند. برنامهٔ این هنرستان‌های جدید را حسین علیزاده، کامبیز روشن‌روان، پرویز منصوری، ثمین باغچه‌بان، حسین دهلوی، فرهاد فخرالدینی، و مصطفی کمال پورتراب تدوین کردند.
از سال تحصیلی ‎۱۳۷۶-۷۷ برنامهٔ آموزشی هنرستان مطابق نظام جدید تغییر کرد و هر سال به دو ترم تقسیم شد. همچنین هنرستان‌ها دارای دو گرایش «ساز ایرانی» و «ساز جهانی» شدند. از سال تحصیلی ‎۱۳۷۹-۸۰ برنامه‌ای جدید برای هنرستان‌ها توسط حسین دهلوی، کامبیز روشن‌روان، فریدون ناصری، و علی‌محمد رشیدی تدوین شد که در آن درس‌های شیمی و ریاضی از برنامهٔ هنرستان حذف شد. همچنین گرایش جدیدی به نام «مبانی آهنگسازی» افزوده شد.

## احیای سازهای از یاد رفته
یکی از اهداف هنرستان موسیقی ملی، احیای سازهای از یاد رفته بود. منظور خالقی در اینجا سازهایی بود که در موسیقی ایران از رواج افتاده بودند و «به غلط به سازهای عربی مرسوم شده بودند»، نظیر عود و قانون. به همین منظور، نصرالله زرین‌پنجه و مهدی مفتاح خود به فراگیری عود پرداختند و برای آموزش آن متدی نیز تهیه کردند. مهدی مفتاح همچنین نوازندگی قانون را هم فرا گرفت و به بغداد سفر کرد تا روش نوازندگی عرب‌ها را هم فرا بگیرد، و متدی هم برای آموزش این ساز تهیه کرد.